# 4841 Манжіро
4841 Манжіро (4841 Manjiro) — астероїд головного поясу, відкритий 28 жовтня 1989 року.
Тіссеранів параметр щодо Юпітера — 3,576.